# Église malankare orthodoxe
L'Église malankare orthodoxe ou Église malankare orthodoxe syrienne ou Église indienne orthodoxe, est une Église antéchalcédonienne autocéphale du Kerala en Inde. Elle fait partie de l'ensemble des Églises des trois conciles. Le chef de Église porte le titre de Catholicos de l'Orient et Métropolite de Malankara avec résidence à Kottayam (titulaire actuel : Baselios Mar Thomas Mathieu III depuis son intronisation le 15 octobre 2021).  Elle fait partie des chrétiens dits « de Saint Thomas ».
L'Église malankare orthodoxe autocéphale doit être distinguée de l'Église syro-malankare orthodoxe de même tradition, rattachée canoniquement à l'Église syriaque orthodoxe (Patriarcat d'Antioche).

## Nom

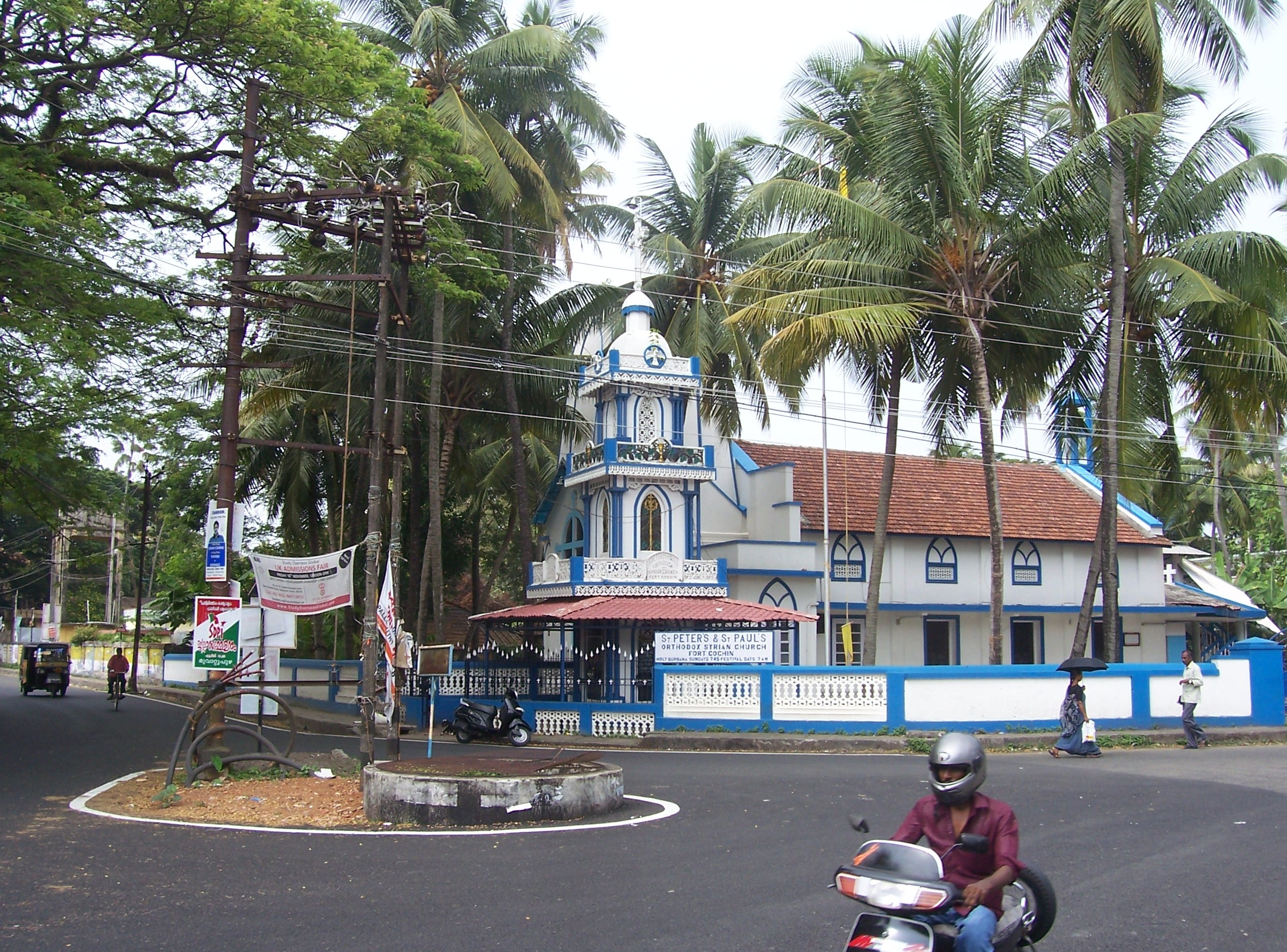
Église orthodoxe de Fort Cochin.

L'Église malankare orthodoxe est aussi connue sous d'autres noms :
- Église orthodoxe malankare
- Église orthodoxe indienne
- Église syrienne orthodoxe malankare

## Histoire
Définitivement séparée en 1975 de l'Église syriaque orthodoxe.

## Organisation
L'Église est divisée en plusieurs diocèses, majoritairement au Kerala (réorganisation de 2002) :
Kerala
- Diocèse d'Angamaly Est
- Diocèse d'Angamaly Ouest
- Diocèse de Chengannur
- Diocèse d'Idukki
- Diocèse de Kandanadu Est
- Diocèse de Kandanadu Ouest
- Diocèse de Kochi
- Diocèse de Kollam
- Diocèse de Kottayam Centre
- Diocèse de Kottayam
- Diocèse de Kunnamkulam
- Diocèse de Malabar
- Diocèse de Mavelikara
- Diocèse de Niranam
- Diocèse de Sultan Bathery
- Diocèse de Thumpamon
- Diocèse de Thiruvanthapuram
- Diocèse de Thrissur

Reste de l'Inde
- Diocèse de Kolkata
- Diocèse de Delhi
- Diocèse de Chennai
- Diocèse de Mumbai

Reste du monde
- Diocèse d'Amérique du Nord-Est (USA et Québec)
- Diocèse d'Amérique du Sud-Ouest (USA et Canada)
- Diocèse du Royaume-Uni, de l'Europe et de l'Afrique

## Relations avec les autres Églises

### Dialogue avec l'Église catholique
Ce dialogue se déroule dans le cadre de la "Commission mixte entre l'Église catholique et l'Église malankare orthodoxe syrienne" qui se réunit chaque année depuis 1989.
Ont été publiés :
- 3 juin 1990, L'accord doctrinal sur la christologie,
- décembre 1990, deux rapports intermédiaires, sur le mariage et sur la communion eucharistique,
- octobre 1999, Une déclaration commune sur le synode de Diamper (1599).